# HD181810
HD181810 — хімічно пекулярна зоря спектрального класу
A0 й має видиму зоряну величину в смузі V приблизно 10,6.

## Пекулярний хімічний склад
Зоряна атмосфера HD181810 має підвищений вміст 
Eu
.